# Eenentwintigen
Eenentwintigen is een kaartspel dat sterk verwant is aan het Amerikaanse blackjack. Het is de bedoeling met toebedeelde en eventueel bijgekochte kaarten aan een puntentotaal van 21 te komen of dit zo dicht mogelijk van onderen te benaderen. Bij overschrijding van 21 punten heeft de speler sowieso verloren.

## Spelregels
Er zijn verschillende versies van dit spel bekend wat betreft de puntenaantallen. Het doel van het spel is echter altijd een hoger puntentotaal dan de bank te behalen zonder een totaal van 21 te overschrijden. Wanneer een speler een hand van zeven kaarten 'overleeft' zonder 'kapot' (ook wel 'dood', 'failliet' of 'busted' genoemd) te gaan wint hij sowieso de beurt. Als een speler in het begin een acht en een zeven krijgt toebedeeld, spreken we van 'vuile was' en mag hij om nieuwe kaarten vragen. Wanneer de bank en speler met hetzelfde aantal punten passen, wint de bank.
Spelers plaatsen hun inzet in het midden van de inzetcirkel voor hun plaats aan de speeltafel. Iedere speler krijgt, evenals de dealer zelf, twee kaarten, één dicht en één open. De spelers mogen pas hun dichte kaart bekijken nadat zij een bedrag hebben ingezet. Dit bedrag kan na iedere kaart verhoogd worden, maar mag niet meer verlaagd worden.
Alle spelers mogen in hun beurt kaarten vragen aan de bank (kopen) tot ze passen, een puntenaantal van 21 hebben of 'kapot' gaan. Hierbij moet de speler een zo hoog mogelijk puntenaantal onder de 21 of een 21 zien te krijgen. Als een speler aan het begin van de beurt een 10 en een aas heeft en dus al 21 punten heeft, dan hoeft deze speler niet om kaarten te vragen en gaat de beurt direct naar de volgende speler.
De bank is als laatst aan de beurt en laat zijn dichte kaart aan alle spelers zien zodra hij zijn beurt gaat uitspelen. Hierbij moet de bank volgens de volgende regels spelen: 
- Bij een handwaarde van 16 of lager moet de bank een kaart pakken;
- Bij een handwaarde van 17 of hoger moet de bank passen.

Als de bank is uitgespeeld eindigt de ronde. Alle spelers met een puntenaantal hoger dan die van de bank winnen en krijgen het dubbele van hun inzet terug, alle spelers met een puntenaantal gelijk aan dat van de bank krijgen hun inzet terug en alle spelers met een lager puntenaantal dan de bank hebben verloren en zijn hun inzet kwijt. 
Wanneer een speler twee dezelfde kaarten krijgt, kan hij kiezen voor een 'splitser' of 'splitter'. Dit houdt in dat de kaarten naast elkaar op de tafel worden gelegd en de speler tweemaal mag spelen en op elke kaart mag inzetten.

## Kaartwaarden
- Heer 3 punten, vrouw 2 punten, boer 1 punt.
- Aas is naar keuze 1 of 11 punten.
- De kaarten 7 t/m 10 hebben hun normale puntwaarde, kaarten t/m 6 worden weggelaten.
- De 'kleur' van de kaart is niet van belang.
- De joker speelt niet mee.

Er zijn wel variaties op de regels, bijvoorbeeld:
- Joker doet wel mee als kaart naar keuze.
- Indien een speler met 6 kaarten geen 21 heeft, krijgt hij het dubbele van zijn inzet en bij 7 kaarten tien keer.

Dit zijn de traditionele (Nederlandse) spelregels, die enigszins afwijken van het (Amerikaanse) blackjack. Zo zijn bij blackjack alle plaatjes (heer, vrouw en boer) 10 punten waard. Ook kunnen twee azen, indien ze meteen getrokken worden, als 20½ (twintig-half) gelden. Hierbij zijn twee azen dus hoger dan twintig punten (bijvoorbeeld twee tienen), maar lager dan eenentwintig punten (bijvoorbeeld een tien en een aas). Maar net als bij blackjack kunnen twee azen ook gesplitst worden in twee handen. 
Verder is het zo dat drie zevens (7 7 7) de hoogst mogelijke combinatie van eenentwintig punten is, hoger dan bijvoorbeeld een tien en een aas. Holland Casino bood vroeger elke (blackjack)speler die drie zevens trok een fles champagne aan.